# Renault Caravelle
Renault Caravelle (до кінця 1962 роки за межами північноамериканського ринку - Renault Floride) — французький малолітражний задньомоторний автомобіль з кузовами «родстер» і «кабріолет», серійно випускався заводом Brissonneau et Lutz в комуні Criel з 1959 по 1968 рік. Спочатку автомобіль створювався на основі Renault Dauphine, пізніше на базі Renault 8.

## Опис

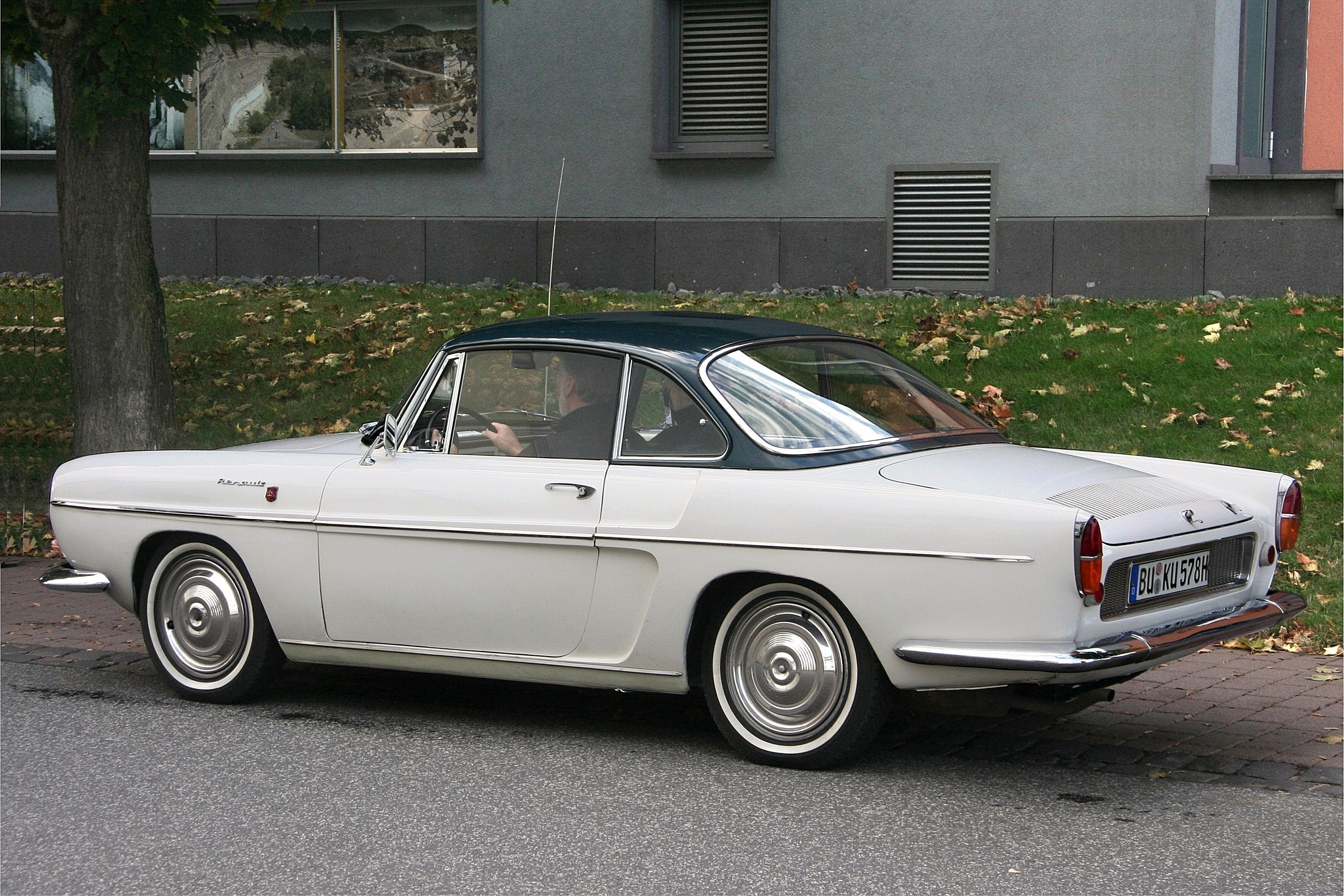
Renault Floride S

Стильний кузов від італійського ательє Carrozzeria Ghia був для тих років дуже сучасний, але вся механічна частина, в тому числі розташований ззаду силовий агрегат і силова структура днища, були запозичені у застарілого Renault Dauphine. Дизайн дещо псували надмірно великі для автомобіля 15-дюймові колеса базової моделі.
Двигун представляв собою рядний чотирициліндровий бензиновий мотор з рідинним охолодженням і клапанним механізмом OHV. Робочий об'єм на ранніх випусках становив всього 845 см³, а потужність - 36 к.с. Тому, при псевдоспортивному зовнішньому вигляді, «Каравела» була досить повільна, і преса тих років охрестила їй «вівцею у вовчій шкурі». Офіційна модифікована версія від Amedee Gordini розвивала 40 к.с.
Керованість автомобіля на швидкості мало відрізнялася від базової моделі і описувалася як «неважлива».
У 1962 році з'явився новий двигун 956 см³ від Renault 8 потужністю 44 к.с., а в 1963 році стала доступна його версія робочим об'ємом 1108 см³, яка вже розвивала 52 к.с.
Оригінальною була передня підвіска автомобіля типу «Aerostable», в якій крім пружин використовувалися в якості додаткових пружних елементів гумові блоки, що працюють на скручування.
Пізніше, дизайнери англійської фірми MG визнавали, що вдале оформлення кузова, а особливо - передньої частини «Каравели» багато в чому стало прообразом для дизайну MG MGB.

### Модернізація
У 1963 році була запущено в другому поколінні моделі - R-1133, яке на всіх ринках позначалася як Caravelle (точніше, ця назва стала використовуватися повсюдно незадовго до його появи, в кінці 1962 року). Базовою моделлю був вже не Renault Dauphine, а новий Renault 8. Дизайн був розроблений П'єтро Фруа, і незначно відрізнявся від оригінальної Floride.
З цим автомобілем був пов'язаний скандал, так як Фруа присвоїв собі авторські права на дизайн цієї моделі, яка була не більше ніж фейс-лифтингом Renault Floride. Ghia оскаржила це в суді і виграла позов, але до сих пір у багатьох джерелах П'єтро Фруа вказаний як автор дизайну Renault Caravelle.
У 1962 році виготовлялася (а продавалася і в 1963) «перехідна» модель - Floride S, з двигуном «Sierra» і зміненими бічними повітрозабірниками, але в старому кузові Floride.